# بولاو بيولا (جزيرة)
إحداثيات: 1°9′50.4″N 103°44′32″E / 1.164000°N 103.74222°E

بولاو بيولا (أو جزيرة الكمان)(بالإنجليزية: Pulau Biola)‏ هي جزيرة صغيرة تبلغ مساحتها حوالي 0.4 - هكتار تقع قبالة الساحل الجنوبي الغربي من سنغافورة إلى الشمال من جزيرةبالاو سانانغ وإلى الجنوب من جزيرة بولاو ساتومو.

## وصلات خارجية
- صورة الأقمار الصناعية من الكمان الجزيرة - خرائط Google